# Насхорн
Насхорн (от немското: Nashorn, със значение на носорог), първоначално известен като Hornisse, е немски унищожител на танкове от Втората световна война. Разработен е като междинно решение и е въоръжен с 88 мм противотанково оръдие. Въпреки че е леко брониран и е с висок профил, той остава на въоръжение до края на войната и се доказва като доста успешен унищожител на танкове.